# David Fincher
David Andrew Leo Fincher, född 28 augusti 1962 i Denver i Colorado, är en amerikansk filmregissör och producent. Han är främst känd för sina spelfilmer, som t.ex. Seven, The Game och Fight Club. Hans filmer har ofta en karakteristisk mörk atmosfär.

## Biografi
David Fincher föddes i Denver i Colorado, men växte upp i Marin County i Kalifornien. Vid 18 års ålder började han arbeta vid olika filmföretag och reklambolag. Fincher har regisserat musikvideor för Madonna, Sting, The Rolling Stones, Michael Jackson och Aerosmith.

### Filmkarriär
Fincher gjorde debut som regissör 1992 med Alien 3, uppföljaren till James Camerons succé Aliens - Återkomsten. Tre år senare regisserade Fincher thrillern Seven, som handlar om två detektiver (Brad Pitt och Morgan Freeman) som försöker spåra en mördare som baserar sina mord på de sju dödssynderna. Trots att filmen har en enkel handling blev Seven en succé med positiva recensioner.[källa behövs]
Efter framgången med Seven, började Fincher filma thrillern The Game från 1997. Berättelsen fokuserar på en isolerad San Francisco-affärsman (Michael Douglas) som får en ovanlig present av sin bror (Sean Penn) på sin födelsedag, där han blir en aktör på ett rollspel som tar över hans liv. 1999 återvände Fincher med filmen Fight Club. Filmen är baserad på romanen av Chuck Palahniuk med samma namn.
Han har sedan 2010 samarbetat med musikerna Trent Reznor och Atticus Ross, som båda spelar i bandet How to Destroy Angels. De har komponerat musiken till Social Network, The Girl With the Dragon Tattoo och Gone Girl.

## Filmografi i urval
- 1992 – Alien 3
- 1995 – Seven
- 1997 – The Game
- 1999 – Fight Club
- 2002 – Panic Room
- 2007 – Zodiac
- 2008 – Benjamin Buttons otroliga liv
- 2010 – Social Network
- 2011 – The Girl with the Dragon Tattoo
- 2013 – House of Cards (TV-serie) (2 avsnitt)
- 2014 – Gone Girl
- 2020 – Mank
- 2023 – The Killer